# Вентер, Брендан
Бре́ндан Ве́нтер (англ. Brendan Venter, родился 29 декабря 1969 года в Йоханнесбурге) — южноафриканский регбист и регбийный тренер, игравший на позиции центра и винга. Чемпион мира 1995 года в составе сборной ЮАР. Известен как тренер клубов «Стормерз», «Сарацины» и «Лондон Айриш», а также как тренер защитников сборной ЮАР.

## Образование
Брендан родился 29 декабря 1969 года в Йоханнесбурге в небогатой семье. Учился в крюгерсдорпской школе Монумент, во время учёбы в школе занялся регби. Школу окончил в 1994 году. Вентер поступил в университет Фри-Стейт на медицинский факультет, но уже на первом курсе из-за своего сильного увлечения регби чуть не был отчислен, вследствие чего ему пришлось поставить карьеру врача общей практики на первое место. В итоге он успешно окончил университет, а в 2003 году начал медицинскую практику. В 2010 году Брендан заявил, что, прежде всего, является не профессиональным игроком, а врачом.

## Игровая карьера

### Клубная
На уровне провинций Вентер выступал за команду Оранж-Фри-Стейт (ныне провинция Фри-Стейт) и за Западную провинцию. В 1992 году он был номинирован на приз лучшему молодому игроку ЮАР. После окончательной профессионализации регби выступал в Супер 12 за «Стормерз» в 1996—1997 и 2000—2001 годах, а также в чемпионате Англии за «Лондон Айриш» в 1997—1999 и 2001—2003 годах. Дважды он приходил в лондонскую команду сначала как игрок, а потом как играющий тренер. В составе английской команды в сезоне 2001/2002 выиграл Кубок Англии (тогда назывался Кубок Powergen), что стало первым трофеем «Лондон Айриш». По рассказам Вентера, его работа в ЮАР как врача общей практики и анестезиолога продолжалась до 5 часов вечера, и только тогда начинались тренировки, которые помогали Вентеру снять стресс после работы.

### В сборной
Вентер выступал на разных уровнях за сборные ЮАР: за команду школьников, сборную до 20 лет, второй состав «Спрингбокс» и основную сборную. Дебютировал 4 июня 1994 года в Претории матчем против Англии (поражение 15:32). Всего он сыграл 26 матчей, в том числе 17 тестовых (11 побед, 5 ничьих, 1 поражение) и 9 нетестовых. Отличился 10 очками, заработанными благодаря двум попыткам. Участвовал в двух турне сборной ЮАР 1994 года: турне по Новой Зеландии и турне по Уэльсу, Шотландии и Ирландии. В 1995 году Вентер был в составе сборной ЮАР, выигравшей домашний чемпионат мира: в финальном матче против Новой Зеландии он вышел вместо Джеймса Смолла. Дважды участник Кубка трёх наций 1996 (три матча) и 1999 годов (один матч). В 1999 году выступал в составе сборной на чемпионате мира в Уэльсе, где его команда стала бронзовым призёром. В игре группового этапа от 15 октября 1999 года против Уругвая, ставшей для него последней в сборной, на 40-й минуте Брендан был удалён с поля за то, что наступил на голову уругвайцу Мартину Паниццу.

## Тренерская карьера
В 2001 году Вентер переехал в Великобританию со своей семьёй, став играющим тренером «Лондон Айриш». Совмещая работу врача с деятельностью тренера, он помог команде выиграть финал Англо-Валлийского кубка на стадионе «Туикенем»: команда «Лондон Айриш» нанесла поражение клубу «Нортгемптон Сэйнтс» со счётом 38:7. В той игре Вентер чудом не был удалён с поля за опасный захват за руку Мэтта Доусона. По итогам сезона 2001/2002 признан лучшим тренером наравне с Конором О’Ши.
В 2003 году Вентер уехал в ЮАР, где занялся уже профессионально медицинской практикой. Позже вернулся к карьере регбийного функционера, став тренером команды «Стормерз», а в 2009 году принял предложение клуба «Сарацины» и стал главным тренером команды, сменив Эдди Джонса. С командой он дошёл до финала чемпионата Англии 2009/2010, где проиграл «Лестер Тайгерс», но по ходу регбийного сезона получил несколько дисквалификаций. Так, в январе 2010 года за обвинения в адрес судьи Дэвида Роуза в непрофессионализме Вентер был наказан дисквалификацией на 4 недели и оштрафован на 250 фунтов стерлингов, но после извинений перед арбитром наказание стало условным с испытательным сроком до конца сезона. 13 мая 2010 года Вентер, однако, нарушил условия испытательного срока и во время одного из матчей против «тигров» оттолкнул их фаната, который требовал от Вентера не мешать ему смотреть игру. Регбийный союз Англии выяснил также, что в течение всей игры Вентер оскорбительно выражался в адрес болельщиков и показывал им неприличные жесты. Несмотря на все усилия клуба, Вентеру добавили к имеющейся 4-недельной ещё одну 10-недельную дисквалификацию с запретом на посещение матчей, вследствие чего на проигранном «Сарацинами» финале чемпионата Англии Вентера не было. Клуб пытался обжаловать дисквалификацию, ссылаясь на то, что Вентера специально спровоцировали и отправили на то место, где было много болельщиков команды противника.
В сезоне Кубка Хейнекен 2010/2011 Вентер стал фигурантом ещё нескольких скандалов: в ноябре 2010 года его клуб проиграл «Ленстеру» 23:25, и Вентер обвинил в поражении французского арбитра Кристофа Бердо, поскольку тот по-своему трактовал правила и минимум три раза не назначил удаление игрокам ирландской команды, из-за чего «Сарацины» и проиграли. За свои высказывания Вентер был наказан штрафом в 21 850 фунтов (позже штраф сократили на 13 100 фунтов), а обсуждать с прессой решение о штрафе Вентер отказался. В декабре 2010 года команда проиграла клубу «Расинг Метро», после которого Вентер отвечал на вопросы журналистов предельно кратко. По словам самого тренера, он поступал так, как главный герой комедии «Тренер» 2001 года, однако Европейское профессиональное клубное регби не оценило самоиронию Вентера и вынесло ему предупреждение с просьбой не повторять подобные блиц-интервью. Само видео стало хитом на видеопортале YouTube. В том же месяце Вентер провёл последний матч в качестве тренера «Сарацинов» против клуба «Лондон Айриш» (победа 12:6) и объявил о своей отставке с поста тренера и возвращении в ЮАР на работу врачом.
По словам Вентера, его окончательная отставка и возвращение в ЮАР была вызвана некоей «семейной трагедией»: ещё в середине 2010 года по той же причине он вынужден был вернуться в Кейптаун из расположения «Сарацинов». Несмотря на уход с поста тренера, он при этом остался техническим директором клуба «Сарацины». В июне 2013 года он был назначен тренером команды «Наталь Шаркс» в Кубке Карри. 1 июля 2016 года вернулся в Англию, став техническим директором «Лондон Айриш» и проработав до мая 2017 года, когда его сменил Деклан Кидни. Позже Вентер работал в тренерских штабах сборной Италии и сборной ЮАР.
В феврале 2021 года поступили сообщения о том, что Вентер может стать тренером-консультантом при клубе «Шаркс» из Супер Регби. 18 марта 2021 года тренер команды Шон Эверитт подтвердил, что Вентер войдёт в тренерский штаб команды в качестве консультанта.

## Стиль игры
Вентер считался нацеленным на борьбу и обладающим хорошей скоростью центровым в южноафриканском регби, однако при этом отмечалась его грубая манера игры. В финале Кубка Powergen 2002 года он совершил опасный захват за руку Мэтта Доусона, который мог быть чреват удалением. Несмотря на то, что Вентер извинился перед Доусоном, последний не принял его извинения и «послал куда подальше». В своей автобиографии 2004 года Доусон писал, что Вентер — «полный быдлан» и «один из самых лицемерных, грязных и циничных игроков», против которого Доусон когда-либо играл.

## Личная жизнь
Женат (супругу зовут Аннеме), есть сын Брендан Вентер-младший и дочь Эсна.

## Достижения

### Клубные
- Обладатель Кубка Англии: 2002

### В сборной
- Чемпион мира: 1995
- Бронзовый призёр чемпионата мира: 1999